# أبازيكون
أبازيكون (بالإنجليزية: Apaziquone)‏ يعرف بالاسم التجاري اوكين (بالإنجليزية: EOquin)‏ هو دواء يستخدم لكبار السن لعلاج نقص التأكسج.